# Сауримо (футбольний клуб)
Футбольний клуб «Сауримо» (порт. Saurimo Futebol Clube) — професійний ангольський футбольний клуб з міста Сауримо. Клуб заснував місцевий бізнесмен Ернесту душ Сантуш Ліма під назвою «Бікуку». Клуб грає домашні матчі на стадіоні «Ештадіу душ Магуейраш» місткістю 7 тисяч глядачів. У 2018 році клуб кваліфікувався до Жира Ангола, другого дивізіону ангольського футболу, а пізніше виграв кваліфікацію до Жираболи, найвищого дивізіону ангольського футболу. Після виходу до Жираболи клуб змінив назву на «Сауримо». Проте в найвищому ангольському дивізіоні клуб провів лише один сезон, та повернувся до Жира Ангола.